# Нова Бошаца
Нова Бошаца (слч. Nová Bošáca) насељено је мјесто са административним статусом сеоске општине (слч. obec) у округу Ново Место на Ваху, у Тренчинском крају, Словачка Република.

## Становништво
| Година:    | 1994. | 2004.   | 2014.   | 2024.   |
| ---------- | ----- | ------- | ------- | ------- |
| Број људи: | 1261  | 1192    | 1106    | 1001    |
| Разлика:   |       | -5,47 % | -7,21 % | -9,49 % |

| Година:    | 2023. | 2024.   |
| ---------- | ----- | ------- |
| Број људи: | 1015  | 1001    |
| Разлика:   |       | -1,37 % |

Према подацима о броју становника из 2024. године насеље је имало 1001 становника.